# Гомейер, Александр фон
Александр фон Гомейер (Хомайер) (нем. Alexander von Homeyer; 1834—1903) — немецкий лепидоптеролог, орнитолог и энтомолог; племянник орнитолога Ойгена Фердинанда фон Гомейера.

## Биография
Александр фон Гомейера родился 19 января 1834 года в Шплитсдорфе в семье Питера Вильгельма фон Гомейераа и его жены Луизы (урожденной Kahlden). Первые уроки ему дали родители, а затем мальчик был отправлен учиться в гимназию Штральзунда.
Находясь на военной службе в прусской армии, он принимал участие в Австро-прусско-итальянской войне 1866 года. Исполняя свои воинские обязанности он успевал занимался орнитологией, а позднее также лепидоптерологией и поместил многочисленные статьи орнитологического содержания в «Journal für Ornithologie».
В 1871 году исследовал Балеарские острова и западную часть берегов Средиземного моря, изучая главным образом птиц. В 1874 году Берлинское географическое общество назначило его начальником второй экспедиции в Центральную Африку. Он дошел, поднимаясь по Куанцо, до Донго, а отсюда в Пунго Андонго, где по болезни передал руководство миссией Паулю Погге, который и дошел до области Муатоямбо.
В 1875 году он получил звание майора, однако из-за болезни его военная карьера завершилась в 1878 году. Выйдя в отставку, он приступил к обработке и описанию коллекций бабочек (5000 экземпляров) из Анголы; его коллекция европейских бабочек состояла из 30000 экземпляров. В честь него был назван вид бабочек - Ленточник Гомейера.
Александр фон Гомейер умер 14 июля 1903 года в Грайфсвальде.